# IAM Cycling
L'IAM Cycling (codi UCI IAM) va ser un equip ciclista suís de categoria WorldTeam creat el 2013.
El projecte fou presentat l'abril de 2012 durant el Tour de Romandia per Michel Thétaz, fundador d'IAM, una empresa de gestió d'actius per a clients institucionals. La seu de l'equip es troba a Ginebra i Serge Beucherie, exdirector del Crédit Agricole, com a mànager esportiu, i el finlandès Kjell Carlström com a director esportiu.

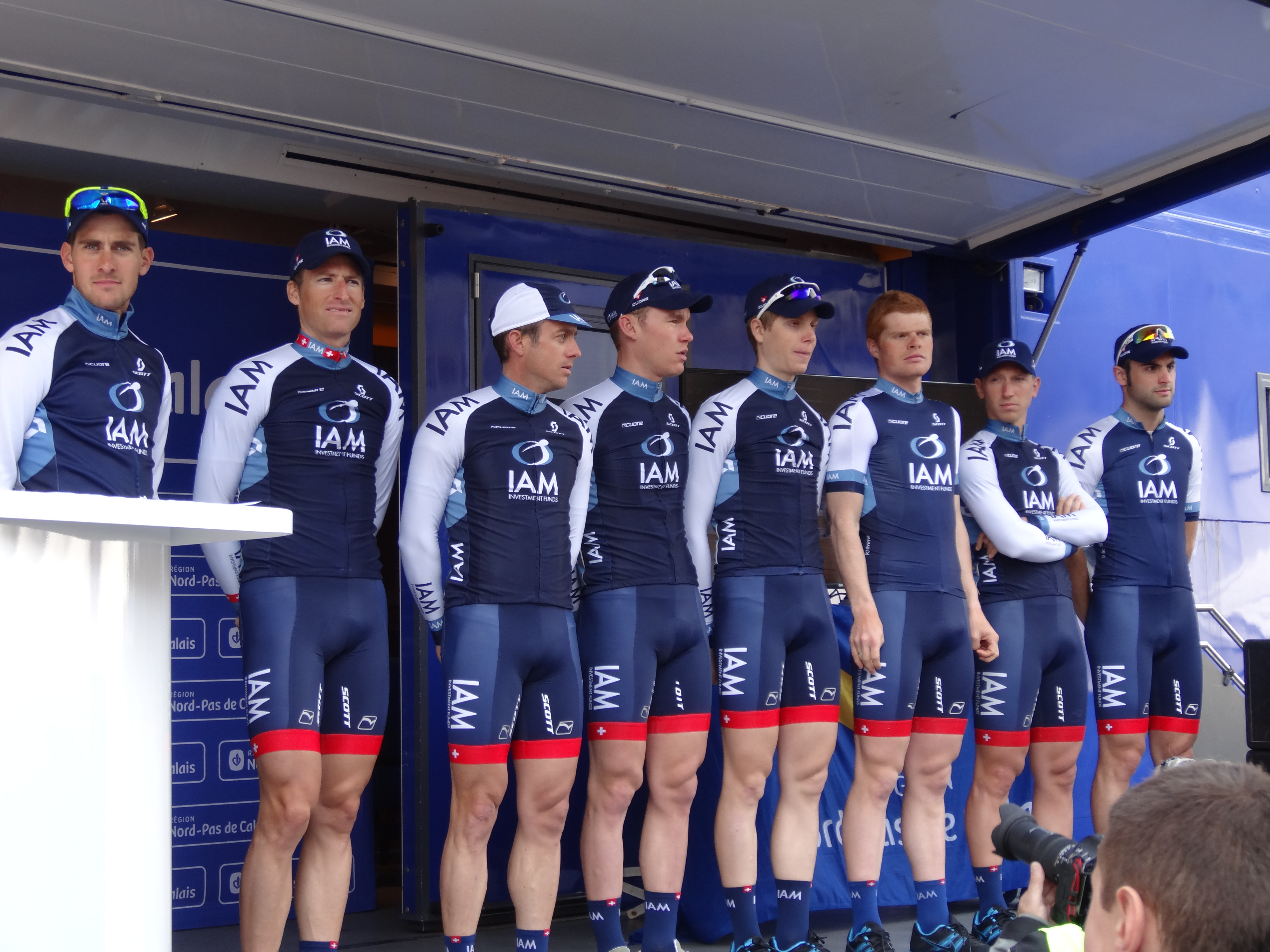
Equip IAM Cycling als Quatre dies de Dunkerque 2013

El 2015 passà a la categoria UCI World Tour, la màxima del ciclisme professional.
L'equip va desaparèixer a la fi de la temporada de 2016.

## Principals resultats

### Clàssiques
- GP Ouest France-Plouay: 2014 (Sylvain Chavanel)

### Curses per etapes
- Tour del Mediterrani: 2013 (Thomas Lövkvist)

### Grans Voltes
- Tour de França :
  - 3 participacions (2014, 2015, 2016)
  - 1 victòria d'etapa:
    - 1 al 2016: Jarlinson Pantano

- Giro d'Itàlia
  - 2 participació (2015, 2016)
  - 1 victòria d'etapa:
    - 1 al 2016: Roger Kluge

- Volta a Espanya
  - 3 participacions (2014, 2015, 2016)
  - 2 victòries d'etapes:
    - 2 al 2016: Jonas Van Genechten i Mathias Frank

### Campionats nacionals
- Campionat d'Àustràlia en ruta: 2015 (Heinrich Haussler)
- Campionat d'Àustria en ruta: 2016 (Matthias Brändle)
- Campionat d'Àustria en contrarellotge: 2013, 2014, 2016 (Matthias Brändle)
- Campionat de França en contrarellotge: 2014 (Sylvain Chavanel), 2015 (Jérôme Coppel)
- Campionat de Letònia en ruta: 2013, 2015 (Aleksejs Saramotins)
- Campionat de Suècia en contrarellotge: 2013 (Gustav Larsson)
- Campionat de Suïssa en ruta: 2014 (Martin Elmiger), 2016 (Jonathan Fumeaux)

## Composició de l'equip
| \| Llista de l'equip 2015 \| Llista de l'equip 2015 \| Llista de l'equip 2015 \| Llista de l'equip 2015 \| \| Ciclista \| Data de naixement \| Equip previ \| \| \| ----------------------- \| ---------------------- \| ---------------------------------- \| ---------------------- \| \| Marcel Aregger \| 28 de agost de 1990 \| Atlas Personal-Jakroo (2012) \| \| \| Matthias Brändle \| 7 de desembre de 1989 \| NetApp (2012) \| \| \| Sylvain Chavanel \| 30 de juny de 1979 \| Omega Pharma-Quick Step (2013) \| \| \| Clément Chevrier \| 29 de juny de 1992 \| Bissell Development (2014) \| \| \| Stef Clement \| 24 de setembre de 1982 \| Belkin (2014) \| \| \| Jérôme Coppel \| 6 de agost de 1986 \| Cofidis, Solutions Crédits (2014) \| \| \| Thomas Degand \| 13 de maig de 1986 \| Wanty-Groupe Gobert (2014) \| \| \| Stefan Denifl \| 22 de setembre de 1987 \| Vacansoleil-DCM (2012) \| \| \| Dries Devenyns \| 22 de juliol de 1983 \| Giant-Shimano (2014) \| \| \| Martin Elmiger \| 23 de setembre de 1978 \| AG2R La Mondiale (2012) \| \| \| Sondre Holst Enger \| 17 de desembre de 1993 \| Sparebanken Sør (2014) \| \| \| Mathias Frank \| 9 de desembre de 1986 \| BMC Racing Team (2013) \| \| \| Jonathan Fumeaux \| 7 de març de 1988 \| Atlas Personal-Jakroo (2012) \| \| \| Heinrich Haussler \| 25 de febrer de 1984 \| Garmin-Sharp (2012) \| \| \| Reto Hollenstein \| 22 de agost de 1985 \| NetApp (2012) \| \| \| Roger Kluge \| 5 de febrer de 1986 \| NetApp-Endura (2013) \| \| \| Pirmin Lang \| 25 de novembre de 1984 \| Atlas Personal-Jakroo (2012) \| \| \| Jarlinson Pantano Gómez \| 19 de novembre de 1988 \| Colombia (2014) \| \| \| Simon Pellaud \| 6 de novembre de 1992 \| Atlas Personal-Jakroo (2012) \| \| \| Matteo Pelucchi \| 21 de gener de 1989 \| Team Europcar (2012) \| \| \| Jérôme Pineau \| 2 de gener de 1980 \| Omega Pharma-Quick Step (2013) \| \| \| Sébastien Reichenbach \| 28 de maig de 1989 \| Atlas Personal (2011) \| \| \| Vicenç Reynés Mimó \| 30 de juliol de 1981 \| Lotto-Belisol (2013) \| \| \| Aleksejs Saramotins \| 8 de abril de 1982 \| Cofidis, le Crédit en Ligne (2012) \| \| \| Patrick Schelling \| 1 de maig de 1990 \| Atlas Personal-Jakroo (2012) \| \| \| David Tanner \| 30 de setembre de 1984 \| Belkin (2014) \| \| \| Jonas Van Genechten \| 16 de setembre de 1986 \| Lotto-Belisol (2014) \| \| \| Lawrence Warbasse \| 28 de juny de 1990 \| BMC Racing Team (2014) \| \| \| Marcel Wyss \| 25 de juny de 1986 \| NetApp (2012) \| \| \| \| \| \| \| \| Font: ProCyclingStats \| \| \| \| |                        |                                    |  |
| Llista de l'equip 2015 |                        |                                    |  |
| Ciclista | Data de naixement      | Equip previ                        |  |
| Marcel Aregger | 28 de agost de 1990    | Atlas Personal-Jakroo (2012)       |  |
| Matthias Brändle | 7 de desembre de 1989  | NetApp (2012)                      |  |
| Sylvain Chavanel | 30 de juny de 1979     | Omega Pharma-Quick Step (2013)     |  |
| Clément Chevrier | 29 de juny de 1992     | Bissell Development (2014)         |  |
| Stef Clement | 24 de setembre de 1982 | Belkin (2014)                      |  |
| Jérôme Coppel | 6 de agost de 1986     | Cofidis, Solutions Crédits (2014)  |  |
| Thomas Degand | 13 de maig de 1986     | Wanty-Groupe Gobert (2014)         |  |
| Stefan Denifl | 22 de setembre de 1987 | Vacansoleil-DCM (2012)             |  |
| Dries Devenyns | 22 de juliol de 1983   | Giant-Shimano (2014)               |  |
| Martin Elmiger | 23 de setembre de 1978 | AG2R La Mondiale (2012)            |  |
| Sondre Holst Enger | 17 de desembre de 1993 | Sparebanken Sør (2014)             |  |
| Mathias Frank | 9 de desembre de 1986  | BMC Racing Team (2013)             |  |
| Jonathan Fumeaux | 7 de març de 1988      | Atlas Personal-Jakroo (2012)       |  |
| Heinrich Haussler | 25 de febrer de 1984   | Garmin-Sharp (2012)                |  |
| Reto Hollenstein | 22 de agost de 1985    | NetApp (2012)                      |  |
| Roger Kluge | 5 de febrer de 1986    | NetApp-Endura (2013)               |  |
| Pirmin Lang | 25 de novembre de 1984 | Atlas Personal-Jakroo (2012)       |  |
| Jarlinson Pantano Gómez | 19 de novembre de 1988 | Colombia (2014)                    |  |
| Simon Pellaud | 6 de novembre de 1992  | Atlas Personal-Jakroo (2012)       |  |
| Matteo Pelucchi | 21 de gener de 1989    | Team Europcar (2012)               |  |
| Jérôme Pineau | 2 de gener de 1980     | Omega Pharma-Quick Step (2013)     |  |
| Sébastien Reichenbach | 28 de maig de 1989     | Atlas Personal (2011)              |  |
| Vicenç Reynés Mimó | 30 de juliol de 1981   | Lotto-Belisol (2013)               |  |
| Aleksejs Saramotins | 8 de abril de 1982     | Cofidis, le Crédit en Ligne (2012) |  |
| Patrick Schelling | 1 de maig de 1990      | Atlas Personal-Jakroo (2012)       |  |
| David Tanner | 30 de setembre de 1984 | Belkin (2014)                      |  |
| Jonas Van Genechten | 16 de setembre de 1986 | Lotto-Belisol (2014)               |  |
| Lawrence Warbasse | 28 de juny de 1990     | BMC Racing Team (2014)             |  |
| Marcel Wyss | 25 de juny de 1986     | NetApp (2012)                      |  |
| |                        |                                    |  |
| Font: ProCyclingStats |                        |                                    |  |

| \| Llista de l'equip 2016 \| Llista de l'equip 2016 \| Llista de l'equip 2016 \| Llista de l'equip 2016 \| \| Ciclista \| Data de naixement \| Equip previ \| \| \| -------------------------------------------------------- \| ---------------------- \| ---------------------------------- \| ---------------------- \| \| Marcel Aregger \| 28 de agost de 1990 \| Atlas Personal-Jakroo (2012) \| \| \| Matthias Brändle \| 7 de desembre de 1989 \| NetApp (2012) \| \| \| Clément Chevrier \| 29 de juny de 1992 \| Bissell Development (2014) \| \| \| Stef Clement \| 24 de setembre de 1982 \| Belkin (2014) \| \| \| Jérôme Coppel \| 6 de agost de 1986 \| Cofidis, Solutions Crédits (2014) \| \| \| Stefan Denifl \| 22 de setembre de 1987 \| Vacansoleil-DCM (2012) \| \| \| Dries Devenyns \| 22 de juliol de 1983 \| Giant-Shimano (2014) \| \| \| Martin Elmiger \| 23 de setembre de 1978 \| AG2R La Mondiale (2012) \| \| \| Sondre Holst Enger \| 17 de desembre de 1993 \| Sparebanken Sør (2014) \| \| \| Mathias Frank \| 9 de desembre de 1986 \| BMC Racing Team (2013) \| \| \| Jonathan Fumeaux \| 7 de març de 1988 \| Atlas Personal-Jakroo (2012) \| \| \| Heinrich Haussler \| 25 de febrer de 1984 \| Garmin-Sharp (2012) \| \| \| Reto Hollenstein \| 22 de agost de 1985 \| NetApp (2012) \| \| \| Leigh Howard \| 18 de octubre de 1989 \| Orica-GreenEDGE (2015) \| \| \| Roger Kluge \| 5 de febrer de 1986 \| NetApp-Endura (2013) \| \| \| Vegard Stake Laengen \| 7 de febrer de 1989 \| Joker (2015) \| \| \| Pirmin Lang \| 25 de novembre de 1984 \| Atlas Personal-Jakroo (2012) \| \| \| Oliver Naesen \| 16 de setembre de 1990 \| Topsport Vlaanderen-Baloise (2015) \| \| \| Jarlinson Pantano Gómez \| 19 de novembre de 1988 \| Colombia (2014) \| \| \| Simon Pellaud \| 6 de novembre de 1992 \| Atlas Personal-Jakroo (2012) \| \| \| Matteo Pelucchi \| 21 de gener de 1989 \| Team Europcar (2012) \| \| \| Vicenç Reynés Mimó \| 30 de juliol de 1981 \| Lotto-Belisol (2013) \| \| \| Aleksejs Saramotins \| 8 de abril de 1982 \| Cofidis, le Crédit en Ligne (2012) \| \| \| David Tanner \| 30 de setembre de 1984 \| Belkin (2014) \| \| \| Jonas Van Genechten \| 16 de setembre de 1986 \| Lotto-Belisol (2014) \| \| \| Lawrence Warbasse \| 28 de juny de 1990 \| BMC Racing Team (2014) \| \| \| Marcel Wyss \| 25 de juny de 1986 \| NetApp (2012) \| \| \| Oliver Zaugg \| 9 de maig de 1981 \| Tinkoff-Saxo (2015) \| \| \| \| \| \| \| \| Fonts: ProCyclingStats Cycling Quotient Cycling Archives \| \| \| \| |                        |                                    |  |
| Llista de l'equip 2016 |                        |                                    |  |
| Ciclista | Data de naixement      | Equip previ                        |  |
| Marcel Aregger | 28 de agost de 1990    | Atlas Personal-Jakroo (2012)       |  |
| Matthias Brändle | 7 de desembre de 1989  | NetApp (2012)                      |  |
| Clément Chevrier | 29 de juny de 1992     | Bissell Development (2014)         |  |
| Stef Clement | 24 de setembre de 1982 | Belkin (2014)                      |  |
| Jérôme Coppel | 6 de agost de 1986     | Cofidis, Solutions Crédits (2014)  |  |
| Stefan Denifl | 22 de setembre de 1987 | Vacansoleil-DCM (2012)             |  |
| Dries Devenyns | 22 de juliol de 1983   | Giant-Shimano (2014)               |  |
| Martin Elmiger | 23 de setembre de 1978 | AG2R La Mondiale (2012)            |  |
| Sondre Holst Enger | 17 de desembre de 1993 | Sparebanken Sør (2014)             |  |
| Mathias Frank | 9 de desembre de 1986  | BMC Racing Team (2013)             |  |
| Jonathan Fumeaux | 7 de març de 1988      | Atlas Personal-Jakroo (2012)       |  |
| Heinrich Haussler | 25 de febrer de 1984   | Garmin-Sharp (2012)                |  |
| Reto Hollenstein | 22 de agost de 1985    | NetApp (2012)                      |  |
| Leigh Howard | 18 de octubre de 1989  | Orica-GreenEDGE (2015)             |  |
| Roger Kluge | 5 de febrer de 1986    | NetApp-Endura (2013)               |  |
| Vegard Stake Laengen | 7 de febrer de 1989    | Joker (2015)                       |  |
| Pirmin Lang | 25 de novembre de 1984 | Atlas Personal-Jakroo (2012)       |  |
| Oliver Naesen | 16 de setembre de 1990 | Topsport Vlaanderen-Baloise (2015) |  |
| Jarlinson Pantano Gómez | 19 de novembre de 1988 | Colombia (2014)                    |  |
| Simon Pellaud | 6 de novembre de 1992  | Atlas Personal-Jakroo (2012)       |  |
| Matteo Pelucchi | 21 de gener de 1989    | Team Europcar (2012)               |  |
| Vicenç Reynés Mimó | 30 de juliol de 1981   | Lotto-Belisol (2013)               |  |
| Aleksejs Saramotins | 8 de abril de 1982     | Cofidis, le Crédit en Ligne (2012) |  |
| David Tanner | 30 de setembre de 1984 | Belkin (2014)                      |  |
| Jonas Van Genechten | 16 de setembre de 1986 | Lotto-Belisol (2014)               |  |
| Lawrence Warbasse | 28 de juny de 1990     | BMC Racing Team (2014)             |  |
| Marcel Wyss | 25 de juny de 1986     | NetApp (2012)                      |  |
| Oliver Zaugg | 9 de maig de 1981      | Tinkoff-Saxo (2015)                |  |
| |                        |                                    |  |
| Fonts: ProCyclingStats Cycling Quotient Cycling Archives |                        |                                    |  |

## Classificacions UCI

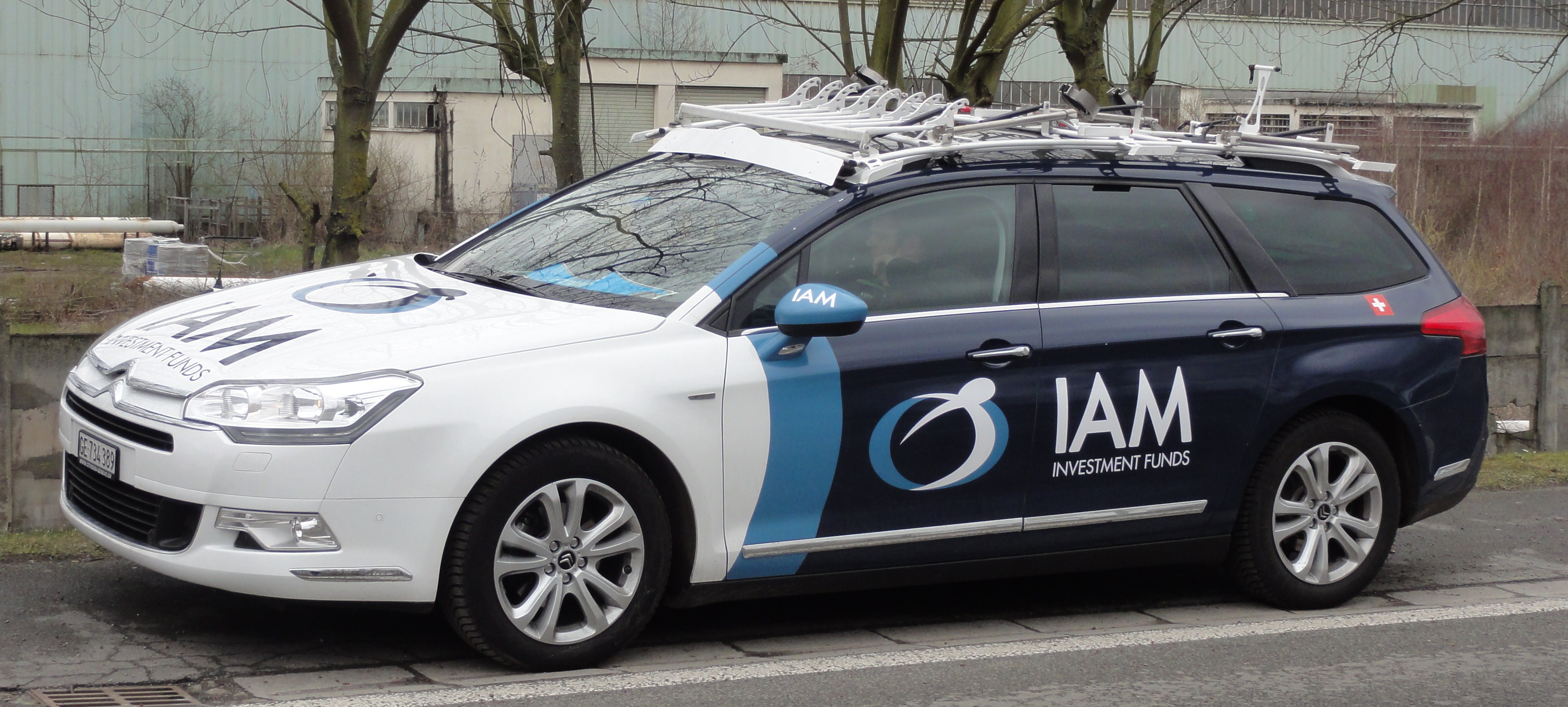
Vehicle al 2013

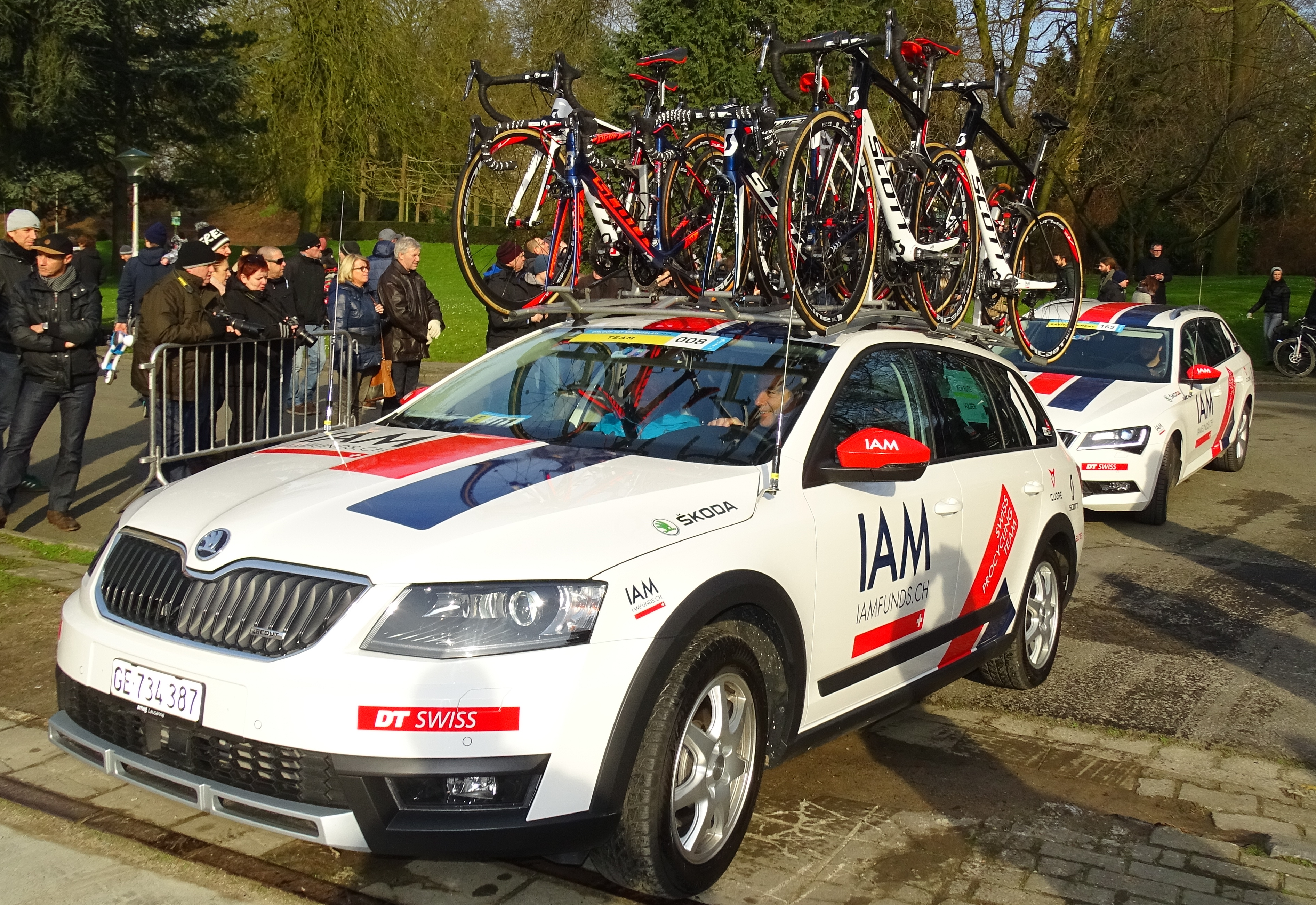
Vehicle al 2016

L'equip participa en proves dels circuits continentals, principalment en les curses del calendari de l'UCI Europa Tour. La taula presenta les classificacions de l'equip al circuit, així com el millor ciclista individual.
UCI Àsia Tour
| Temporada | Classificació per equips | Millor ciclista en la classificació individual |
| --------- | ------------------------ | ---------------------------------------------- |
| 2013      | 35è                      | Johann Tschopp (114è)                          |
| 2014      | 60è                      | Martin Elmiger (249è)                          |

UCI Europa Tour
| Temporada | Classificació per equips | Millor ciclista en la classificació individual |
| --------- | ------------------------ | ---------------------------------------------- |
| 2013      | 2n                       | Martin Elmiger (16è)                           |
| 2014      | 5è                       | Sylvain Chavanel (6è)                          |

El 2015 s'incorpora a l'UCI World Tour.
| Temporada | Classificació per equips | Millor ciclista en la classificació individual |
| --------- | ------------------------ | ---------------------------------------------- |
| 2015      | 17è                      | Mathias Frank (58è)                            |
| 2016      | 17è                      | Oliver Naesen (23è)                            |